# Kis apollólepke
A kis apollólepke (Parnassius mnemosyne) a pillangófélék családjába tartozó, eurázsiai elterjedésű lepkefaj. 

## Megjelenése

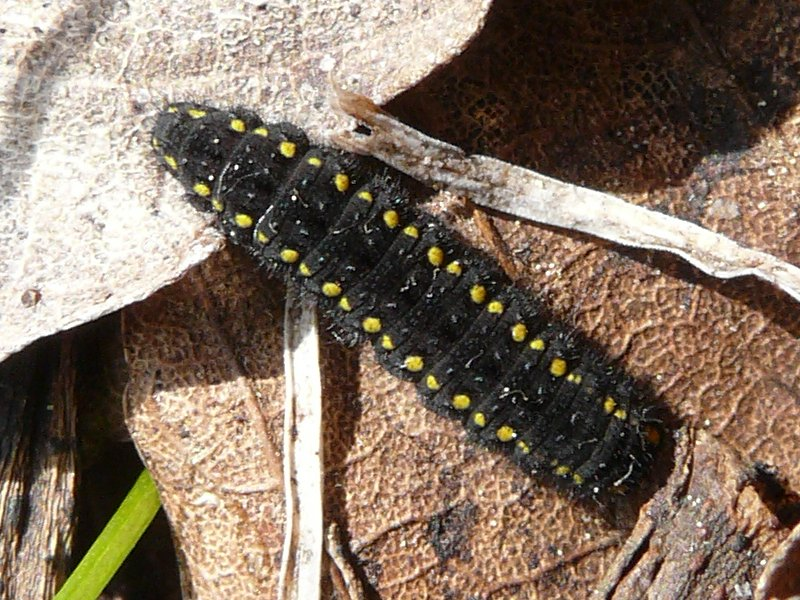
Hernyója

A kis apollólepke szárnyfesztávolsága 4,5–6 cm. Tora és potroha erősen szőrös. Szárnyainak alapszíne krétafehér, első szárnyainak csúcsa áttetsző. Az áttetsző részen az erek között sok esetben halvány fehér foltokból álló gyöngysorszerű mintázat figyelhető meg. A szárny elülső szegélyének közelében két-két kis fekete folt látható. A hátulsó szárnyak belső szegélye is fekete. A szárnyak fonákja ugyanolyan, mint a színe, de a mintázat nem fekete, hanem inkább füstössszürke. A potroh és a hátsó szárny belső szegélye fehéren szőrözött.
Hernyója bársonyfekete, finoman szőrözött, oldalán két sárga pettysor húzódik végig.
A mintázata változékonysága alapján számtalan alfajt tartanak nyilván. 

## Elterjedése
Európától egészen Közép-Ázsiáig és Nyugat-Szibériáig előfordul. Nyugaton főleg a Pireneusokban és az Alpokban él 2300 méteres magasságig, de kisebb-nagyobb, szigetszerű populációi a legtöbb közép-európai, balti és skandináv államban megtalálhatóak (Dániából kipusztult). Kelet felé a Kaukázuson át Afganisztánig és a közép-ázsiai országokig húzódik élettere. Visszaszorulóban van, Boszniából, Németországból, Ukrajnából és Lettországból állományának 30%-os csökkenését jelentették.  

## Életmódja
Hegy és dombvidékek nedves rétjein, kaszálóin, a síkságokon folyók közelében, üde lomboserdőkben található meg. A nőstény a hernyó tápnövénye, a kora tavasszal nyíló különböző keltikefajok (pl. odvas keltike) elszáradt maradványaira vagy azok közelébe rakja le petéit. A peték áttelelnek és tavasszal kikelnek. A hernyó többnyire éjjel táplálkozik. Amikor teljesen kifejlődött a tápnövény leveleinek védelmében bebábozódik. Imágója április végétől június végéig (ritkán július elejéig) repül, a legtöbbel május végén lehet találkozni. Évente egy generációja nő fel.
Magyarországon védett, természetvédelmi értéke 50 000 Ft.

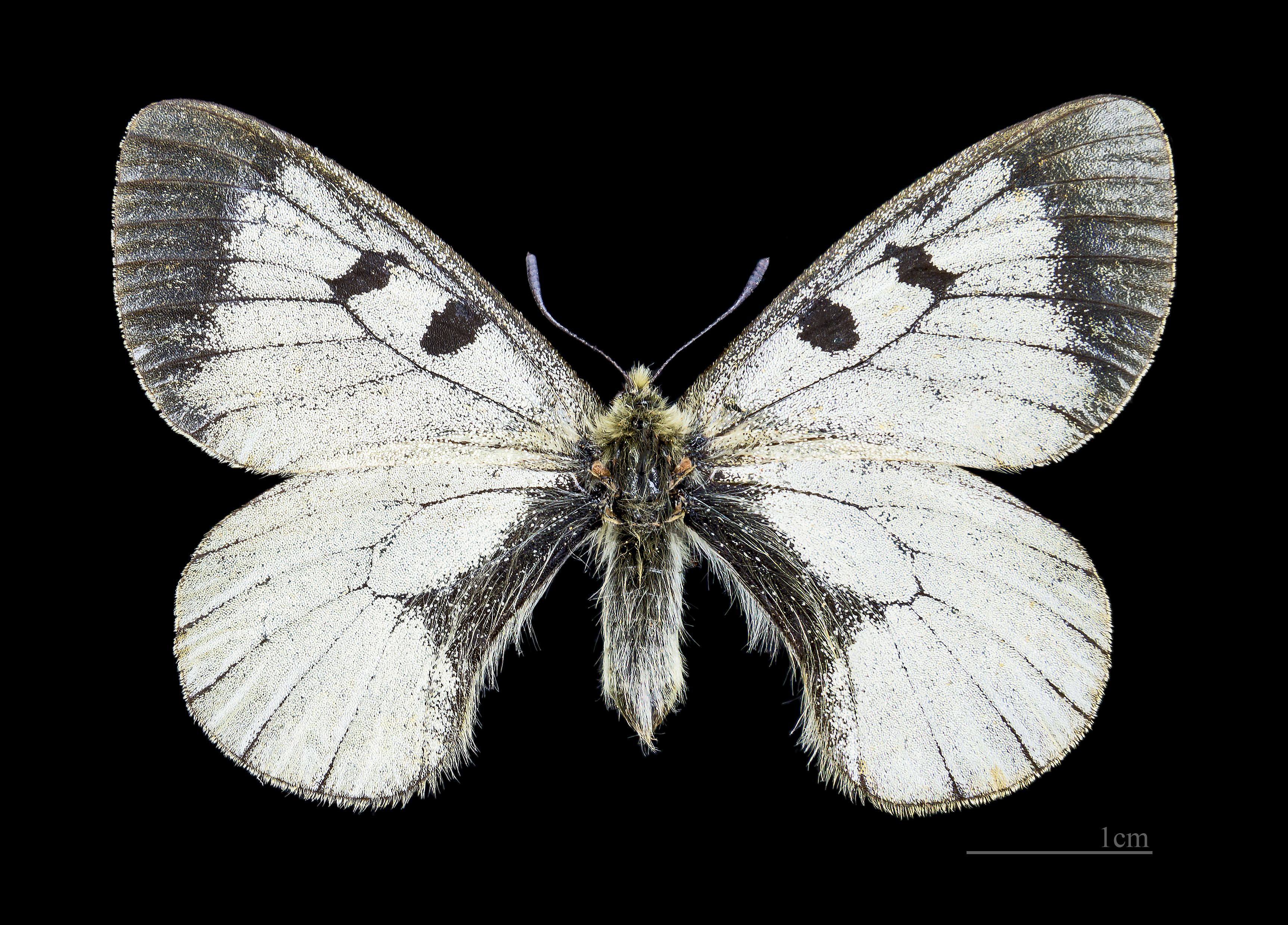
Hím
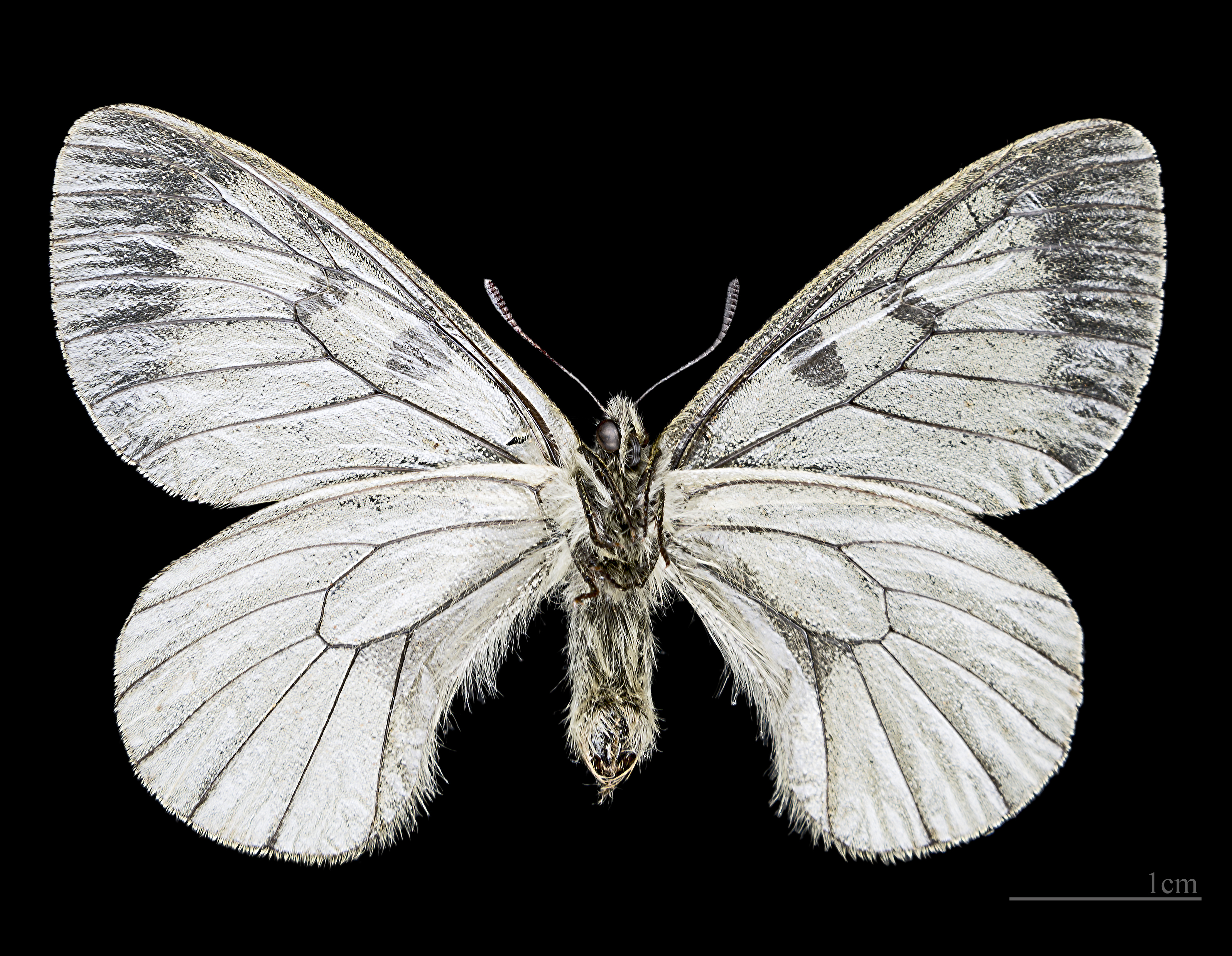
Hím fonákja
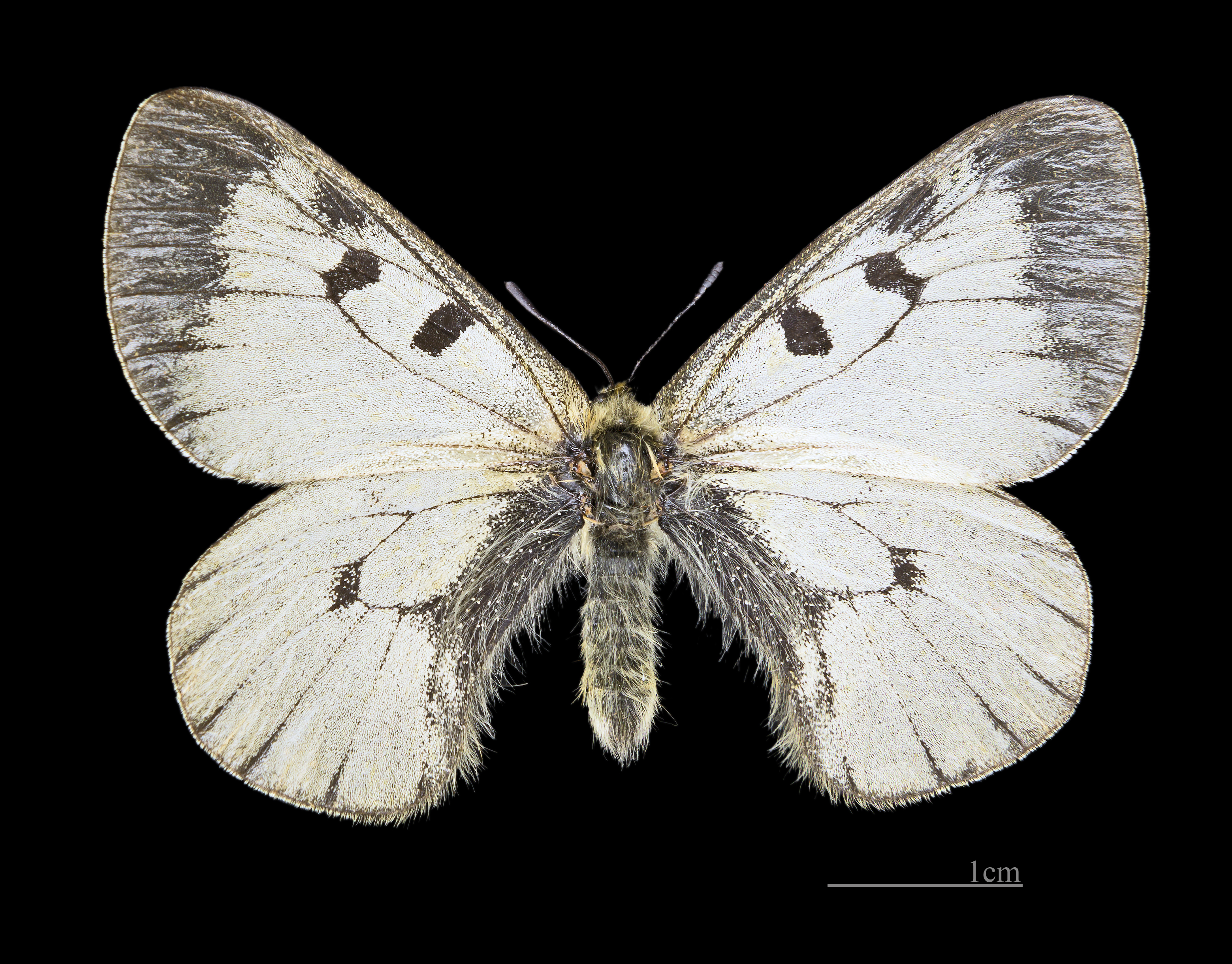
Nőstény
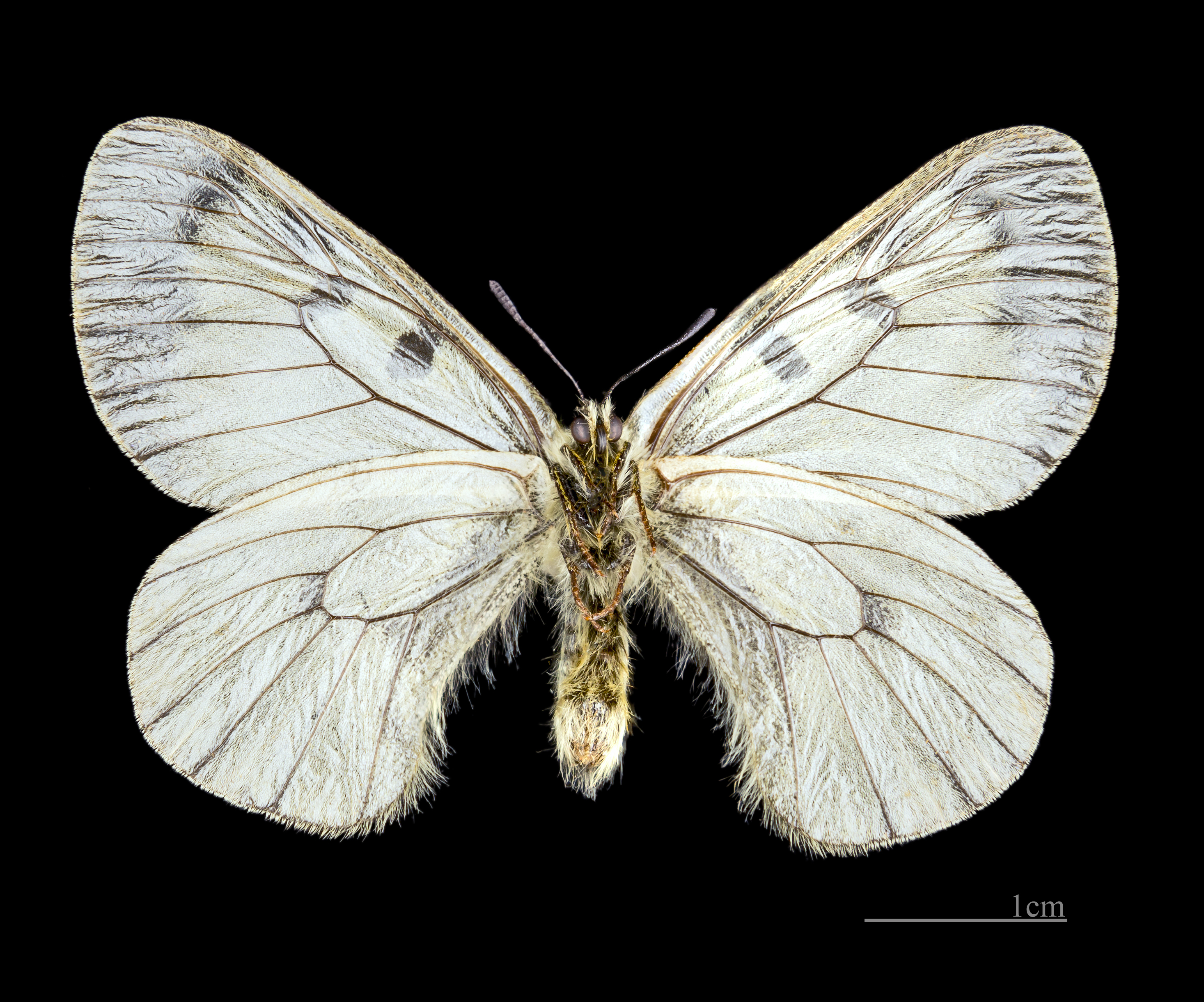
Nőstény fonákja